# Венське (Сахалінська область)
Венське (рос. Венское) — село у Ноглицькому міському окрузі Сахалінської області Російської Федерації.
Населення становить 3 особи (2013).

## Історія
Від 1930 року належить до Ноглицького міського округу Сахалінської області.

## Населення
| 2002 | 2010 |
| ---- | ---- |
| 15   | ↘3   |